# Бжезе-к-Сулехова
Бжезе-к-Сулехова (пол. Brzezie k. Sulechowa, нім. Briesche) — село в Польщі, у гміні Сулехув Зеленогурського повіту Любуського воєводства.
Населення — 746 осіб (2011).
У 1975-1998 роках село належало до Зеленогурського воєводства.

## Демографія
Демографічна структура станом на 31 березня 2011 року:
|          | Загалом | Допрацездатний вік | Працездатний вік | Постпрацездатний вік |
| -------- | ------- | ------------------ | ---------------- | -------------------- |
| Чоловіки | 376     | 96                 | 254              | 26                   |
| Жінки    | 370     | 75                 | 239              | 56                   |
| Разом    | 746     | 171                | 493              | 82                   |